# Komisija za vprašanja invalidov Državnega zbora Republike Slovenije
Komisija za vprašanja invalidov je bivša komisija Državnega zbora Republike Slovenije.

## Sestava
1. državni zbor Republike Slovenije
- izvoljena: 4. februar 1994
- predsednik: Danica Simšič
- podpredsednik: Janez Jug
- člani: Vida Čadonič-Špelič (do 31. oktobra 1994), Mateja Kožuh-Novak, Irena Oman (do 24. novembra 1994), Janez Podobnik, Jože Pučnik, Vladimir Topler, Ivan Verzolak

2. državni zbor Republike Slovenije
- izvoljena: 16. januar 1997
- predsednik: Jože Možgan
- podpredsednik: Branko Kelemina
- člani: Bojan Kontič, Majda Ana Kregelj-Zbačnik, Peter Lešnik (do 17. decembra 1997), Aleksander Merlo, Eda Okretič-Salmič (do 25. julija 1997), Ciril Metod Pungartnik, Marijan Schiffrer, Alojz Vesenjak, Franc Žnidaršič (od 25. julija 1997)